# Necronomicon (videogioco)
Necronomicon (Necronomicon: The Dawning of Darkness) è un videogioco di genere avventura grafica a tema horror sviluppato da Cryo Interactive Entertainment. È stato pubblicato da Wanadoo (una divisione di DreamCatcher Interactive) in Francia il 23 ottobre 2000 e in Europa il 9 novembre 2001 per Microsoft Windows e PlayStation.

## Trama
1927, città di Providence, Rhode Island. La storia inizia in casa del protagonista, William H. Stanton, un giovane appassionato di occultismo. Un suo caro amico, Edgar Wycherley, bussa alla sua porta: Edgar si comporta in modo sospetto e consegna a William un triangolo metallico pregandolo di non darlo a nessuno, compreso lui stesso, anche se dovesse chiederlo indietro.
Poco dopo, William sente nuovamente bussare alla porta: si tratta del dott. Egleton, un amico del padre di Edgar, che chiede a William di trovare il suo amico Edgar e di indagare sul suo comportamento così strano.
William inizia allora a fare domande agli abitanti del vicino comune di Pawtucket, alla ricerca di risposte sul comportamento del suo amico e sullo strano oggetto di cui è entrato in possesso, e man mano che indagherà sulla vicenda scoprirà particolari sempre più oscuri e pericolosi, che lo porteranno infine alla terribile verità.

## Ispirazione
Il videogioco è ispirato al romanzo Il caso di Charles Dexter Ward di Howard Phillips Lovecraft.